# Вишнёвое (Богодуховский район)
Вишнёвое (укр. Вишневе) — село в Валковской городской общине Богодуховского района Харьковской области Украины.
Код КОАТУУ — 6321284005. Население по переписи 2001 г. составляет 236 (109/127 м/ж) человек.

## Географическое положение
Село Вишнёвое находится на правом берегу реки Орчик.
Выше по течению расположено село Мельниково.
На противоположном берегу село Скельки
Рядом находится село Риздвяное.

## История
- 1917 - дата основания.

## Экономика
- В селе есть молочно-товарная ферма.